# سیارک ۲۲۵۱۹
سیارک ۲۲۵۱۹ (به انگلیسی: 22519 Gerardklein، نامگذاری:1998EC2) بیست و دو هزار و پانصد و نوزدهمین سیارک کشف شده‌است که در ۲ مارس ۱۹۹۸ کشف شد.
قدر مطلق سیارک برابر ۹.۳ است.